# Mario Kempes
Mario Alberto Kempes Chiodi (Bell Ville, 15 de julho de 1954) é um ex-futebolista argentino que atuava como centroavante.
Celebrizou-se como o decisivo condutor da Seleção Argentina no primeiro título desta numa Copa do Mundo FIFA, na edição de 1978, realizada na própria Argentina. A imagem do garoto de 23 anos e cabelos compridos irrompendo no Monumental de Núñez pela grande área neerlandesa na prorrogação da final, marcando o gol que recolocou a Albiceleste à frente, está na memória do torcedor argentino.
Em clubes, marcou época no Rosário Central e, principalmente no Valencia, onde exibiu seu repertório de arrancadas fulminantes em direção ao gol, correndo em velocidade com a bola dominada; e, também, grande noção de posicionamento na grande área e chutes certeiros de média distância, além do faro de gol que lhe fez ser duas vezes artilheiro nacional em cada uma dessas equipes. Foi escolhido o melhor centroavante da história do Valencia pelo jornal Marca.
Atualmente, trabalha como comentarista esportivo da ESPN. Está também entre os jogadores que, em vida, batizaram um estádio. No caso de Kempes, o Olímpico Chateau Carreras, o principal da província de Córdoba, onde o ex-jogador nasceu, foi renomeado Estadio Mario Alberto Kempes em outubro de 2010.

## Carreira

### Início

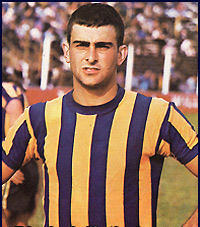
Kempes no Rosario Central em 1975

Kempes começou a carreira em um dos principais times cordobeses, o Instituto, que sobe para a Primera División em 1972 e termina em oitavo lugar no campeonato nacional. Os dois grandes destaques do clube chegam à Seleção Argentina e são logo negociados: ele e Osvaldo Ardiles, que vai para o Belgrano, enquanto Kempes, ainda antes dos 20 anos, transferiu-se para o Rosário Central (que havia sido o campeão nacional naquele ano), de maior prestígio.

### Rosário Central
Não tardou a destacar-se nacionalmente na equipe auriazul: marcando 29 gols em 36 partidas em 1974, terminando na artilharia do Nacional e quase sendo campeão duas vezes: os canallas ficaram com o vice-campeonato no Nacional, ante o San Lorenzo e no Metropolitano (na época, torneio mais valorizado que o próprio nacional), ante o rival Newell's Old Boys. Na Libertadores de 1974, o time foi eliminado na primeira fase, após perder um play-off para o também argentino Huracán (ambos haviam terminado empatados na liderança), que fica com a única vaga para a fase semifinal. O bom desempenho de Kempes garantiu-lhe vaga na Copa do Mundo de 1974, tornando-se o primeiro a ir a uma Copa como jogador do Rosário, ao lado do colega Aldo Poy. A série de gols continuou: foram 35 em 49 jogos em 1975 e 21 em 22 partidas em 1976, quando terminou na artilharia do Metropolitano. Na Libertadores de 1975, Kempes levou o Central às semifinais de forma heróica: o clube novamente empatara na liderança da primeira fase, necessitando vencer um play-off, desta vez com o arquirrival Newell's, derrotado por 1–0 com um gol dele. As semifinais disputaram-se em grupos de três times. Os rosarinos perderam a vaga na decisão nos critérios de desempate, por um gol a menos de saldo que o Independiente, detentor do título – e que seria novamente campeão. Já nos campeonatos locais, o Central não alcançou as primeiras posições naqueles anos, mas as performances de Kempes atraíram olhares da Espanha, iniciando-se por essa época negociações com o Valencia. O atacante, que vinha de uma família de classe média que atravessava dificuldades financeiras com a crise econômica, além de terem problemas também por serem vinculados ao peronismo, aceitou a proposta e levou todos os familiares consigo, fugindo da ditadura militar que, em março daquele 1976, se instalara na Argentina, com um golpe de Estado.

### Valencia
Em sua primeira temporada no Valencia, a de 1976–77, mostrou serviço, terminando, com 24 gols, como artilheiro da Liga Espanhola. O time terminou apenas em sétimo, mas somente dez pontos atrás do campeão Atlético de Madrid. A segunda foi ainda melhor: Kempes marcou 28 vezes, foi novamente artilheiro e levou os Ches à quarta colocação, oito pontos atrás do campeão (desta vez, o Real Madrid) e classificado para a Copa da UEFA. A temporada se encerraria com ele como herói da Copa do Mundo de 1978.[carece de fontes?]
A temporada 1978–79 viu o Valencia novamente ficar apenas em sétimo em La Liga e ser eliminado nas oitavas de final da Copa da UEFA pelo West Bromwich, mas finalmente com um título: a Copa do Rei. E Kempes foi, novamente, o herói, marcando os dois gols na decisão contra o Real Madrid, na capital espanhola. O troféu, apenas o segundo da carreira de Kempes (o primeiro por um clube), credenciou o time a disputar a Recopa Europeia da UEFA de 1979–80.[carece de fontes?]
E a temporada seguinte viu o clube espanhol faturar este título (contra o Arsenal), o segundo campeonato europeu interclubes em relevância; e também a Supercopa Europeia, no tira-teima com o vencedor da Copa dos Campeões da UEFA de 1979–80 (o também inglês Nottingham Forest). Foi a coroação da temporada, em que o time ficara apenas em sexto no Espanhol – com o argentino a apenas dois gols atrás da artilharia de Quini. A temporada 1980–81 foi a mais próxima em que Kempes esteve de faturar o campeonato espanhol: o Valencia terminou em quarto, a apenas três pontos da campeã Real Sociedad. Ironicamente, ele pouco jogou na temporada: foram apenas doze partidas na Liga, ainda assim com nove gols. Resolveu então recuperar a forma no país natal, regressando à Argentina.[carece de fontes?]

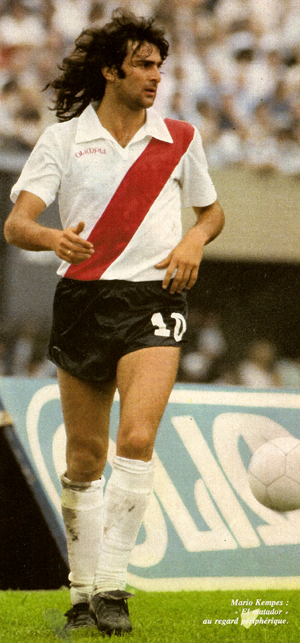
Kempes no River Plate em 1981

Kempes chegou ao River Plate a peso de ouro, em resposta do clube, que trouxera também Alfredo Di Stéfano como técnico, à contratação de Diego Maradona pelo rival Boca Juniors.  Os millonarios caíram cedo na Copa Libertadores da América em 1981, mas Kempes foi destaque no título nacional daquele ano, marcando 15 vezes em 29 partidas, incluindo o gol do título, no segundo jogo da final contra o Ferro Carril Oeste, no estádio do adversário. Foi trazido imediatamente de volta ao Valencia.

### Hércules
Seu mau desempenho na Copa do Mundo de 1982, todavia, sinalizou o início de um ocaso na carreira. No retorno ao Valencia, o time ficou na última posição antes dos três rebaixados na temporada 1982–83. Na segunda, pouco jogou e o time conseguiu uma décima segunda colocação, decidindo livrar-se de seu antigo astro. Kempes assinou contrato com o recém-promovido Hércules, após disputar partidas em um clube de futebol de salão. No Hércules, novamente vivenciou a experiência de ver o time terminando entre os últimos que se salvaram do descenso, derrotando o Real Madrid em pleno Santiago Bernabéu. Na temporada 1985–86, porém, o time não escapou, sendo rebaixado – curiosamente, ao lado do Valencia.[carece de fontes?]

### Últimos anos
Kempes passaria os seis anos seguintes no decadente futebol da Áustria, tendo algum destaque no pequeno St. Pölten: tirou o time da segunda divisão em 1988 e, no Campeonato Austríaco, marcou nove gols em 29 partidas em 1989 e 15 vezes em 35 jogos em 1990. Resolveu parar em 1992, no Kremser, mas ensaiou um retorno três anos depois, na segunda divisão do Chile. Bastante fora de forma, jogou apenas onze vezes pelo modesto Fernández Vial, ainda assim marcando cinco gols.
Em 1996, ainda foi tentar manter a carreira no futebol da Indonésia, contratado junto com o compatriota Pedro Pasculli para ser jogador e treinador do Pelita Jaya, mas não chegou a atuar em jogos oficiais. Sua carreira de técnico continuaria nos anos seguintes, em equipes sem maior expressão. Seu último clube como treinador foi o Independiente Petrolero, da Bolívia, saindo em 2001.

## Seleção Nacional

### Copa do Mundo de 1974
Kempes estreou pela Seleção Argentina em 1973, ainda como jogador do Instituto de Córdoba. No ano seguinte, já como destaque do Rosário Central, foi para a Copa do Mundo FIFA de 1974, mas não se destacou, não marcando gols e sendo substituído em três jogos. O país caiu na segunda fase de grupos, sendo eliminado após perder o duelo contra o Brasil.

### Copa do Mundo de 1978

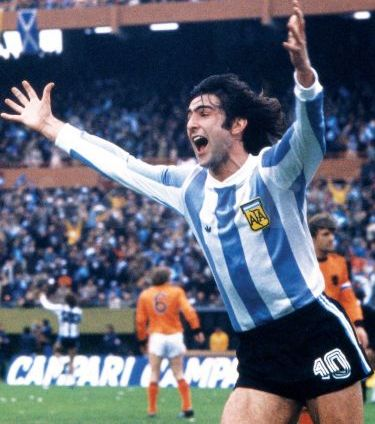
Kempes na Copa do Mundo FIFA de 1978, no jogo contra os Países Baixos

A segunda Copa de Kempes terminaria gloriosa. Começou não tão boa: a anfitriã Argentina passou à segunda fase sem nenhum gol dele, chegando até a perder para a Itália. Kempes despertou no primeiro jogo da segunda fase de grupos, marcando os dois gols na vitória por 2–0 sobre a forte Polônia, no estádio onde havia se acostumado a fazer gols: era o Gigante de Arroyito, o campo de sua antiga equipe do Rosário Central — Kempes foi à Copa já como jogador do Valencia (sendo, por sinal, o único convocado da Argentina a jogar fora do país). Outra explicação para a melhora foi supersticiosa: o técnico César Luis Menotti havia pedido que o atacante raspasse o bigode que ostentou durante a primeira fase, no que foi atendido a partir daquele jogo.
No mesmo gramado, porém, bem marcado pelo volante Chicão, Kempes não produziu tanto em um 0–0 bastante tenso contra o Brasil. Novamente no Gigante, marcou outros dois gols na polêmica goleada por 6–0 sobre o Peru, que garantiu a Argentina na final. Decisão cujo placar seria inaugurado por ele, aos 37 minutos. No final da partida, os Países Baixos complicaram: empataram aos 37 do segundo tempo e quase viraram em um chute de Rob Rensenbrink, que terminou na trave. Na prorrogação, Kempes aliviou os torcedores locais, marcando seu segundo gol no jogo, que o isolava na artilharia da competição — até a Copa do Mundo de 2010, o argentino era o mais jovem a ser artilheiro de um mundial, só aí sendo superado pelo alemão Thomas Müller. No último minuto do tempo extra, a inédita conquista argentina seria garantida com o gol de Daniel Bertoni, fechando o placar em 3–1. Kempes tornou-se o único a ser, em uma mesma edição, artilheiro e campeão com sua seleção sendo a anfitriã.

### Copa do Mundo de 1982
Quando foi chamado para a sua terceira Copa, a de 1982, o sentimento era otimista: Kempes havia obtido bom desempenho no River Plate e teria idade para jogar ao menos também a Copa do Mundo de 1986 — ainda tinha 28 anos à época da Copa do Mundo realizada na Espanha. Mais do que isso, a Seleção manteve a espinha-dorsal campeã de 1978 — Ubaldo Fillol, Daniel Passarella, Américo Gallego, Alberto Tarantini (todos eram seus colegas no River), Osvaldo Ardiles e outros, além dele, e somava as promessas Ramón Díaz (também dos millonarios) e, principalmente, Diego Maradona. A realidade, porém, contrariou o plano teórico, e Kempes fez um mundial apagado, além de não marcar; assim, a Argentina voltou a cair na segunda fase após perder para o Brasil. Kempes não conseguiu retomar a boa fase, não cumprindo a trajetória que ainda se esperava dele antes do torneio. Com isso, o atacante deixou de ser chamado pela Albiceleste ainda naquele ano.

## Títulos
Valencia
- Copa do Rei: 1978–79
- Recopa Europeia da UEFA: 1979–80
- Supercopa da Europa: 1980

River Plate
- Primera División: 1981 (Nacional)

Pelita Jaya
- Galatama: 1993–94

Seleção Argentina
- Copa do Mundo FIFA: 1978

### Artilharias
Rosário Central
- Primera División: 1974 - 26 gols (Nacional) e 1976 - 21 gols (Metropolitano)

Valencia
- La Liga: 1976–77 (24 gols) e 1977–78 (28 gols)
- Recopa Europeia da UEFA: 1979–80 (9 gols)

Seleção Argentina
- Copa do Mundo FIFA: 1978 - 6 gols

### Prêmios e honrarias
- Melhor jogador da Copa do Mundo FIFA: 1978
- Seleção da Copa do Mundo FIFA: 1978
- Onze d'Or: 1978
- Futebolista Sul-Americano do Ano: 1978
- FIFA 100: 2004[17]
- Eleito o 6º melhor jogador Argentino do século XX pela IFFHS: 2006
- Um dos 11 eleitos pela AFA para a Seleção Argentina de Todos os Tempos: 2016[18]
- Seleção Argentina de Todos os Tempos (Time B) - IFFHS[19]